# Linguella

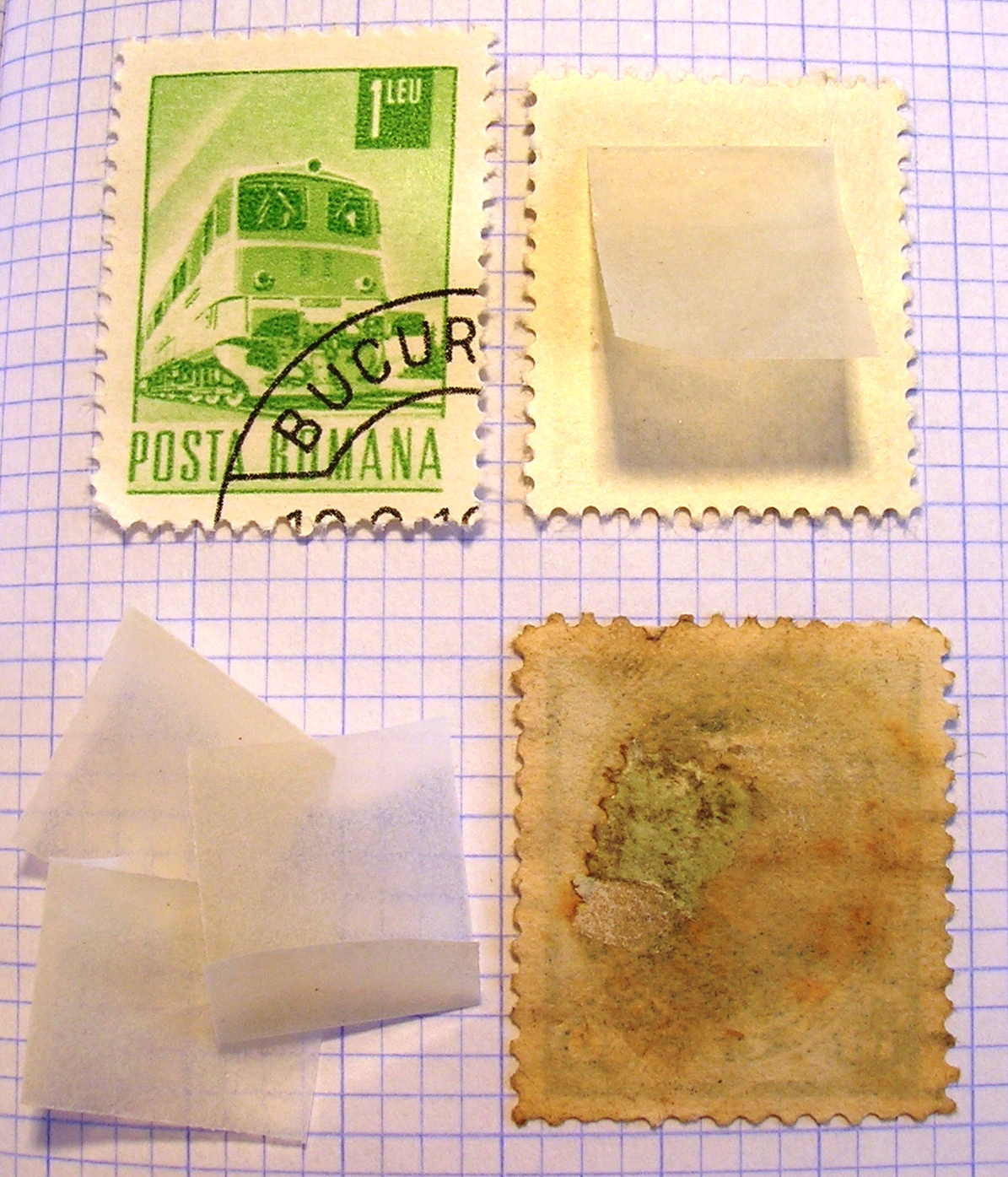

La linguella in filatelia è una strisciolina di carta della misura di circa due centimetri per cinque millimetri che fino al 1945 veniva usata per applicare i francobolli ed i valori bollati in genere sugli album dei collezionisti filatelici.
Poiché fino a tale data non esistevano in commercio raccoglitori filatelici con taschine o strisce trasparenti l'unico modo per tenere fermo il francobollo in una certa posizione del foglio era quello di applicare la linguella sul francobollo e tramite questa poter incollare senza danni irrimediabili lo stesso sul foglio nella posizione desiderata.
È evidente che in tal modo si evitava anche la possibilità che il valore postale si potesse smarrire sfogliando l'album.
Il limite di tale metodo di catalogazione è che volendo disporre di un francobollo in perfette condizioni e cioè senza la linguella applicata al verso o comunque la traccia della sua applicazione veniva necessario o disporre di un valore preso dal bordo di un foglio, con attaccato un lembo di esso su cui applicare la linguella, oppure disporre di due francobolli attaccati tra loro, in modo che la linguella si attaccasse su uno solo dei due, lasciando l'altro in perfette condizioni.
Diversi collezionisti li usano ancora per i francobolli timbrati che non hanno problema di gomma e che nel caso possono essere anche lavati.